# Petroleuciscus borysthenicus
Petroleuciscus borysthenicus är en fiskart som först beskrevs av Kessler 1859.  Petroleuciscus borysthenicus ingår i släktet Petroleuciscus och familjen karpfiskar. Inga underarter finns listade i Catalogue of Life.
Denna fisk förekommer i vattendrag som mynnar i Svarta havet (inklusive Azovska sjön), Marmarasjön och Egeiska havet. Den vistas främst i sötvatten men den besöker ibland bräckt vatten.
Individerna bildar vanligen grupper med 5 till 30 medlemmar. De gömmer sig vanligen bland vattenväxter eller under blad som flyter på vattenytan. Under parningstiden som sträcker sig från april till juni förenar sig flera grupper till stim som har cirka 150 medlemmar. Äggläggningen sker i områden där vattnet är 10 till 100cm djupt. Några hanar kan föröka sig efter ett år. De flesta exemplar parar sig för första gången när de är 2 till 3 år gamla.
Födan utgörs av insekter och deras larver, av andra vattenlevande ryggradslösa djur, av alger och av plankton.
Regionalt hotas beståndet av vattendragens omvandling till kanaler. IUCN kategoriserar arten globalt som livskraftig.